# F2RL1
Proteazom-aktivirani receptor 2 (PAR2) ili Receptoru koagulacionog faktora II (trombina) sličan 1, je protein kodiran  genom kod ljudi.
PAR2 je član velike familije G-protein spregnutih receptora koji interaguju sa guanozin-nukleotid-vezujućim proteinima. PAR2 je takođe član familije proteazom aktiviranih receptora. On je aktiviran tripsinom, umesto trombina. Do aktivacije dolazi proteolitičkim odsecanjem njegovog ekstracelularnog amino terminusa. Novo-formirani amino terminus dejstvuje kao vezani ligand i aktivira receptor. Ovi receptori isto tako mogu biti aktivirani egzogenim proteazama, kao što je protein Der P9 kućnog krpelja. Ovi receptori mogu takođe biti aktiviran ne-proteolitički, egzogenim peptidima koji oponašaju finalnu aminokiselinsku sekvencu vezanog liganda. Nedavno su otkriveni potentni i selektivni mali-molekul agonisti ovih receptora.
F2RL1 gen se sastoji od dva eksona. On je široko je izražen u ljudskim tkivima. F2RL1 proteinska sekvenca je 83% identična sa sekvencom mišjeg receptora.

## Literatura
1. ↑  Sun G, Stacey MA, Schmidt M, Mori L, Mattoli S (2001). „Interaction of mite allergens Der p3 and Der p9 with protease-activated receptor-2 expressed by lung epithelial cells”. J. Immunol. 167 (2): 1014—21. PMID 11441110.[мртва веза]
2. ↑  Kawabata A; Kanke T; Yonezawa D;  . (2004). „Potent and metabolically stable agonists for protease-activated receptor-2: evaluation of activity in multiple assay systems in vitro and in vivo”. J. Pharmacol. Exp. Ther. 309 (3): 1098—107. PMID 14976227. doi:10.1124/jpet.103.061010.
3. ↑  Gardell LR; Ma JN; Seitzberg JG;  . (2008). „Identification and characterization of novel small-molecule protease-activated receptor 2 agonists”. J. Pharmacol. Exp. Ther. 327 (3): 799—808. PMID 18768780. doi:10.1124/jpet.108.142570.
4. ↑  „Entrez Gene: F2RL1 coagulation factor II (thrombin) receptor-like 1”.

## Dodatna literatura
- Kunzelmann K, Schreiber R, König J, Mall M (2003). „Ion transport induced by proteinase-activated receptors (PAR2) in colon and airways.”. Cell Biochem. Biophys. 36 (2-3): 209—14. PMID 12139406. doi:10.1385/CBB:36:2-3:209.
- Kawabata A (2004). „PAR-2: structure, function and relevance to human diseases of the gastric mucosa.”. Expert reviews in molecular medicine. 4 (16): 1—17. PMID 14585156. doi:10.1017/S1462399402004799.
- Bushell T (2007). „The emergence of proteinase-activated receptor-2 as a novel target for the treatment of inflammation-related CNS disorders.”. J. Physiol. (Lond.). 581 (Pt 1): 7—16. PMC 2075212 . PMID 17347265. doi:10.1113/jphysiol.2007.129577.
- Nystedt S; Emilsson K; Larsson AK;  . (1995). „Molecular cloning and functional expression of the gene encoding the human proteinase-activated receptor 2.”. Eur. J. Biochem. 232 (1): 84—9. PMID 7556175. doi:10.1111/j.1432-1033.1995.tb20784.x.
- Santulli RJ; Derian CK; Darrow AL;  . (1995). „Evidence for the presence of a protease-activated receptor distinct from the thrombin receptor in human keratinocytes.”. Proc. Natl. Acad. Sci. U.S.A. 92 (20): 9151—5. PMC 40942 . PMID 7568091. doi:10.1073/pnas.92.20.9151.
- Nystedt S, Emilsson K, Wahlestedt C, Sundelin J (1994). „Molecular cloning of a potential proteinase activated receptor.”. Proc. Natl. Acad. Sci. U.S.A. 91 (20): 9208—12. PMC 44781 . PMID 7937743. doi:10.1073/pnas.91.20.9208.
- Mirza H, Yatsula V, Bahou WF (1996). „The proteinase activated receptor-2 (PAR-2) mediates mitogenic responses in human vascular endothelial cells.”. J. Clin. Invest. 97 (7): 1705—14. PMC 507235 . PMID 8601636. doi:10.1172/JCI118597.
- Bohm SK; Kong W; Bromme D;  . (1996). „Molecular cloning, expression and potential functions of the human proteinase-activated receptor-2.”. Biochem. J. 314 ( Pt 3): 1009—16. PMC 1217107 . PMID 8615752.
- Böhm SK; Khitin LM; Grady EF;  . (1996). „Mechanisms of desensitization and resensitization of proteinase-activated receptor-2.”. J. Biol. Chem. 271 (36): 22003—16. PMID 8703006. doi:10.1074/jbc.271.36.22003.
- Kahn M; Ishii K; Kuo WL;  . (1996). „Conserved structure and adjacent location of the thrombin receptor and protease-activated receptor 2 genes define a protease-activated receptor gene cluster.”. Mol. Med. 2 (3): 349—57. PMC 2230143 . PMID 8784787.
- Molino M; Barnathan ES; Numerof R;  . (1997). „Interactions of mast cell tryptase with thrombin receptors and PAR-2.”. J. Biol. Chem. 272 (7): 4043—9. PMID 9020112. doi:10.1074/jbc.272.7.4043.
- Howells GL; Macey MG; Chinni C;  . (1997). „Proteinase-activated receptor-2: expression by human neutrophils.”. J. Cell. Sci. 110 ( Pt 7): 881—7. PMID 9133675.
- D'Andrea MR; Derian CK; Leturcq D;  . (1998). „Characterization of protease-activated receptor-2 immunoreactivity in normal human tissues.”. J. Histochem. Cytochem. 46 (2): 157—64. PMID 9446822.
- Guyonnet Dupérat V; Jacquelin B; Boisseau P;  . (1998). „Protease-activated receptor genes are clustered on 5q13.”. Blood. 92 (1): 25—31. PMID 9639495.
- Steinhoff M; Corvera CU; Thoma MS;  . (1999). „Proteinase-activated receptor-2 in human skin: tissue distribution and activation of keratinocytes by mast cell tryptase.”. Exp. Dermatol. 8 (4): 282—94. PMID 10439226. doi:10.1111/j.1600-0625.1999.tb00383.x.
- Takeuchi T; Harris JL; Huang W;  . (2000). „Cellular localization of membrane-type serine protease 1 and identification of protease-activated receptor-2 and single-chain urokinase-type plasminogen activator as substrates.”. J. Biol. Chem. 275 (34): 26333—42. PMID 10831593. doi:10.1074/jbc.M002941200.
- Loew D; Perrault C; Morales M;  . (2000). „Proteolysis of the exodomain of recombinant protease-activated receptors: prediction of receptor activation or inactivation by MALDI mass spectrometry.”. Biochemistry. 39 (35): 10812—22. PMID 10978167. doi:10.1021/bi0003341.
- Knight DA; Lim S; Scaffidi AK;  . (2001). „Protease-activated receptors in human airways: upregulation of PAR-2 in respiratory epithelium from patients with asthma.”. J. Allergy Clin. Immunol. 108 (5): 797—803. PMID 11692107. doi:10.1067/mai.2001.119025.
- Miike S, McWilliam AS, Kita H (2002). „Trypsin induces activation and inflammatory mediator release from human eosinophils through protease-activated receptor-2.”. J. Immunol. 167 (11): 6615—22. PMID 11714832.
- Asokananthan N; Graham PT; Fink J;  . (2002). „Activation of protease-activated receptor (PAR)-1, PAR-2, and PAR-4 stimulates IL-6, IL-8, and prostaglandin E2 release from human respiratory epithelial cells.”. J. Immunol. 168 (7): 3577—85. PMID 11907122.
- „Protease-Activated Receptors: PAR2”. IUPHAR Database of Receptors and Ion Channels. International Union of Basic and Clinical Pharmacology. Архивирано из оригинала 03. 03. 2016. г.